# Агаджа
Агаджа Трудо (бл. 1673–1740) — 6-й ахосу (володар) Дагомеї в 1718—1740 роках. Розширив межі своєї держави вдвічі та встановив прямі торгівельні контакти з європейцями, насамперед рабами.

## Життєпис
Походив з династії Алладаксону. Другий син ахосу Ахо Хуеґбаджи. Народився близько 1673 року, отримавши ім'я Досу. 1716 року після смерті старшого брата Хуесу Акаба вступив у протистояння з небожем Агбо Сасса, за якого правила стрийна Ханґбе. 1718 року військо Досу здолало супротивника. Агбо Сасса втік на північ до народу махі. Самого Досу оголосили ахосу під ім'ям Агаджа.
Агаджа спробував встановити прямий зв'язок з європейськими работорговцями, але наштовхнувся на опір посередників — держав Аллада і Віда. Тоді він вирішив їх підкорити, що й зробив 1724 і 1727 року відповідно. В першому випадку Агаджа скористався смертю Соссо, правителя Аллади, втрутився у боротьбу за владу поваливши нового правителя Гуссара. За цим підкорено місто-державу Годомей. 1726 року державо Гоме визнала зверхність Дагомеї. Захопити Віду дагомейському володареві вдалося завдяки шпигунській та підривній діяльності своєї доньки На Гезе, яка була дружиною Хаффона, правителя Віди. Внаслідок усіх цих перемог розміри Дагомеї було збільшено вдвічі. Також Ахосу отримав прямий контакт з європейськими торгівцями на Невільницькому березі.
Разом з тим посилення Дагомеї спричинило занепокоєння Оджігі, алаафіна Ойо. 1726 року він відправив війська проти Агаджи. Але той в цей час приборкував сусідні держави. Тому ворог без спротиву захопив столицю Абомей.
1726 року звільнив захопленого британського торгівця Білфінча Ламбе, якому наказав супроводжувати свого посланця Адомо Томо до Георга I, короля Великої Британії, щодо укладання торгівельної угоди між державами. Спочатку Ламбе продав Адомо Томо в рабство в штаті Меріленд, але через кілька років повернувся, щоб звільнити Томо і привезти його до Лондону. Ламбе і Томо привезли листа від Агаджи, отримавши аудієнцію у короля Георга II. Втім цей лист був сприйнятий як шахрайство, Томо повернувся без успіху до Дагомея, де Агаджа призначив його помічником начальника торгівлі з британцями.
У 1727 році Агаджа мусив визнати зверхність Ойо, сплативши значну данину. Втім Оджігі не вдовольнився, відправивши в березні 1728 року нове військо. В свою чергу Агаджа застосував тактику випаленої землі, сховавши скарбницю, а усім мешканцям Абомею наказав залишити столицю. Тому вже у квітні того ж року ворог відступив. У 1729 році ситуація повторилася. Але 1730 року військо Ойо влаштувало засідку дагомейській армії, якій було завдано відчутної поразки. Також майже повністю було знищено Абомей. Водночас Хаффон намагався відвоювати свою державу Уїда. Тому допомагали французи. За цих обставин Агаджа створив військо з жінок, що змусили ворога втікати. Потім за посередництва португальців уклав мирний договір з Ойо, за умовами якого кордоном між державами стала річка Веме, а Дагомея остаточно стала данником Ойо, сплачувавши щорічну данину. Як гарантія дотримання угоди Агаджа відправив до ойо свого сина Тегбесу.
Наступні роки зосередив увагу на зміцненні держави, відродженні господарства та війська. Столицю перенесли до Аллади. Підтримував торгівлю із сусідами, але насамперед з європейцями, яким продавалося багато рабів (работоргівля стала монополію ахосу). Саме Агаджа заклав основи для системної та масштабної работоргівлі на Невільницькому березі. Для підтримання торгівельних відносин з європейськими компаніями призначив 3 очільників, що відповідали кожній з країн — Великій Британії, Франції та Португалії. Разом з тим відмовився встановити торгівельні відносини з голландцями.
Агаджа розвинув початковий жіночий загін у більш професійний підрозділ, розділивши його на піхоту та кінноту. Втім остаточно він сформувався за його спадкоємців.
Невдовзі поновив загарбницькі походи. 1731 року захопив частину земель народу махі. 1732 року виступив проти португальців, що намагалися створити факторію в Годомеї. У 1733—1734 роках знищив рештку військ-вигнанців з держави Уїда, ліквідувавши тим тривалу загрозу. Водночас 1733 року придушив повстання вождів підвладних племен. У 1737 році голландці створили союз племен на захід від Дагомеї, що вдерлися до держави, завдавши поразки Агаджи. Проте той зберіг трон, але мусив скасувати свою монополію на работоргівлю. Але вже невдовзі виступив проти міста-порту Бадагрі, яку заснували голландці. Останній було завдано значного удару.
Натомість алафін Ґберу розглядав цей напад на Бадагрі як порушення ойо-дагомейської угоди (через Бадагрі торгівці ойо здійснювали торгівлю рабами). Тому вже 1739 року війна з ойо поновилася. Вона тривала до 1740 року. Цього ж року довелося придушити повстання вождів. Невдовзі Агаджа помер в Алладі. Трон спадкував його син Тегбесу.